# 浅沼拓海
浅沼 拓海（あさぬま たくみ、1992年5月28日 - ）は、日本の男子柔道選手。階級は100kg級。身長174cm。体重100kg。組み手は右組み。得意技は袖釣込腰。

## 経歴
東京都三宅島出身。7歳の時に柔道を始めたが、2000年の同島の噴火による全島民避難で島を離れ、避難先の近くにあった臥牛館道場に入門した。
国士舘中学校3年時には、全国中学校柔道大会の団体戦では3位だったもの個人戦では準優勝を果たした。国士舘高等学校に進むと1年時の金鷲旗高校柔道大会団体戦では準優勝となった。2年時の全国高等学校柔道選手権大会、金鷲旗高校柔道大会、インターハイでは三大会とも決勝で東海大相模に敗れ準優勝となった。3年時の全国高等学校柔道選手権大会では団体、個人で優勝を飾る。金鷲旗高校柔道大会、インターハイの三大会では三大会とも決勝で東海大相模を下し三冠を達成。個人戦では、全日本ジュニア柔道体重別選手権大会に出場し3位に入賞した。国士舘大学に進むと1年時から団体戦のレギュラーとなった。1年時に全日本ジュニア柔道体重別選手権大会に出場し優勝すると世界ジュニア柔道選手権大会に出場し3位に入賞した。2年時の全日本学生柔道体重別選手権大会では大学の2年先輩である羽沢頼誠に敗れ準優勝となった。同年の全日本選抜柔道体重別選手権大会では初戦で羽賀龍之介に勝利し決勝まで進んだが、決勝では穴井隆将に敗れ準優勝となった。講道館杯全日本柔道体重別選手権大会では準決勝まで進み熊代佑輔に敗れたものの3位決定戦で小林大輔 (柔道)に勝利して3位に入賞した。続くグランドスラム・東京では初戦でイリアス・イリアディスに敗れて初戦敗退した。3年、4年時には全日本学生柔道体重別選手権大会で3位に入賞した。大学卒業後はセンコー株式会社に入社し、全日本実業柔道個人選手権大会で3位に入賞をした。

## 戦績
- 2007年 - 全国中学校柔道大会 個人戦　準優勝　団体戦　3位
- 2010年 - 全国高等学校柔道選手権大会 個人戦　無差別級優勝 団体戦 優勝
- 2010年 - 金鷲旗高校柔道大会 団体戦優勝
- 2010年 - インターハイ 団体戦優勝
- 2010年 - 全日本ジュニア　3位
- 2011年 - 全日本ジュニア　優勝
- 2011年 - 世界ジュニア　3位
- 2012年 - 全日本学生　準優勝
- 2012年 - 全日本選抜　準優勝
- 2012年 - 講道館杯　3位
- 2012年 - グランドスラム 初戦敗退
- 2013年 - 全日本学生　3位
- 2014年 - 全日本学生　3位
- 2014年 - 講道館杯　5位
- 2016年 - 全日本実業団 3位